# 火刑法廷
1. 火刑法廷（かけいほうてい）は、17世紀のフランスで行われた裁判の一種で、魔女、毒殺者と目された人物を火刑にするために開かれた。被告は拷問に付され、死体は火で焼かれた[1]。
2. 推理作家ジョン・ディクスン・カーが、上記題材に著わした推理小説。本項で詳述。固有名詞はハヤカワ文庫版（小倉多加志訳）に従う[2]。

『火刑法廷』（かけいほうてい、原題：The Burning Court ）は、ジョン・ディクスン・カーが1937年に発表した小説。
カーの代表作のうちの1つであり、推理小説と怪奇小説を融合させた作品として、後述のとおり海外ミステリー作品ベストテン内に評価されることもある。第三者的ないわゆる「神の視点」から記述されるが、視点は主に編集者エドワード・スティーヴンスを追う。彼の隣人である弁護士マーク・デスパードの伯父マイルズ・デスパードを襲った不可解な事件を題材に、毒殺犯の消失、納骨室からの死体の消失という2つの不可能興味を扱う。

## 作品の評価
- 海外ミステリー人気投票では、1985年『週刊文春』（「東西ミステリーベスト100」1985年版）で14位、1999年『EQ』で6位、2005年『ジャーロ』で6位、2006年『ミステリ・マガジン』で2位、2010年『ミステリが読みたい!』（海外ミステリ オールタイム・ベスト100 for ビギナーズ）で29位、2012年『週刊文春』（「東西ミステリーベスト100」2012年版）で10位に挙げられている。
- 江戸川乱歩は「カー問答」[3]の中で、カーの作品を第1位のグループから最もつまらない第4位のグループまで評価分けし、その時点では本作が未読のため評価をいったん保留し、読了後、非常に面白く第1位のグループに加えてもよいと思う、と評している[4]。
- 高木彬光は『大東京四谷怪談』（1978年、カッパブックス）のあとがきで、本書が日本で初めて翻訳された時（おそらく、1955年の西田政治訳）、乱歩とこの作品について議論をし、「先生（＝乱歩）はカーの愛読者だったし、前に原書でこの作品を読んでおられたようだったが、カーとしては失敗作、B級かC級の作品」と評価し、高木は「最高傑作の一つだと主張した」と書いている。また、その時に高木は本書のような作品を「破格探偵小説」と呼ぶべきだとも言ったとある。そして、『大東京四谷怪談』の初版（1976年、立風書房）に、「あえて 故江戸川乱歩先生の / 墓前に捧げる / 破格探偵小説の一篇」という献辞を掲げた。

## 事件
仮面舞踏会が開催された夜、マークの伯父マイルズは自宅で死んだ。初めは病死と考えられたが、砒素を飲まされたのではないかという疑いがもたれ、使用人の証言によって、マークの妻ルーシーに嫌疑がかかる。ところが、その証言は奇怪なもので、女の毒殺者が部屋から消失したように見えたというのである。殺人かどうか調べるため遺体を検（あらた）めようとしたところ、衆人環視の下に地下納骨室に葬ったはずの遺体が見つからなかった。
その遺体発掘に協力した1人、エドワード・スティーヴンスは、流行作家のゴーダン・クロスの新作の原稿を受け取ったところだった。その作品は17世紀フランスに暗躍した女性毒殺者を描いたもので、添えられていた毒殺魔の姿は驚いたことに妻・マリーにうり二つであった。このマリーにもまた毒殺の嫌疑がふりかかる。

## 事件の結末
本作は同一の事件に対し、まず本格推理小説としての解決を行い、後にマリーを中心とした視点から、怪奇小説としてのエピローグを付けている。地の文ではどちらが正解かは判らないように記述されており、前者をとれば後者はマリーの幼少期の経験によってもたらされた単なる妄想であり、後者をとれば前者は魔女仲間の手による煙幕に過ぎない。
推理小説的な犯人の1人とされる女性はニューヨークで堕胎した既往歴をもっており、それを執刀したマークの妹の元婚約者はアメリカ合衆国を追われる立場となった。当時の人工妊娠中絶への見方の一端が知られる。

### 推理小説的プロット
物語の終盤にゴーダン・クロスが現れ、主に安楽椅子探偵的手法で、次のような解決を示す。
犯人はマークとその元愛人、ジャネット・ホワイトである。直接の犯人であるホワイトはマイラ・コーベットを名乗ってマイルズの看護婦として働いていた。殺人の動機は金銭欲と、マークの妻への当てつけである。マークは病死に見せ掛けて伯父を抹殺し金銭を得ることを目論んだが、ホワイトはそれに乗じて、ルーシーが毒殺者であるかのように偽装した。ここでは鏡と暗室のトリックと、看護婦が殺人者であるという盲点をついた心理トリックが組み合わされている。マリーに嫌疑がかかるような噂を流したのもホワイトである。
死体の消失は共犯者マークの仕業であり、ホワイトの犯行とレッドヘリングに気付いた彼が妻を有罪にしないために行った。納骨室に葬った際数分の隙を作り、棺から死体を取り出し大型の花瓶に入れておいた。簡単にあけることができる木の棺を用いることを不自然に見せないよう、怪奇小説的な要素を持ち込んだ。納骨室を検（あらた）める際にも巧妙に時間をつくり、死体を近くにある使用人の家に運び込んだ。

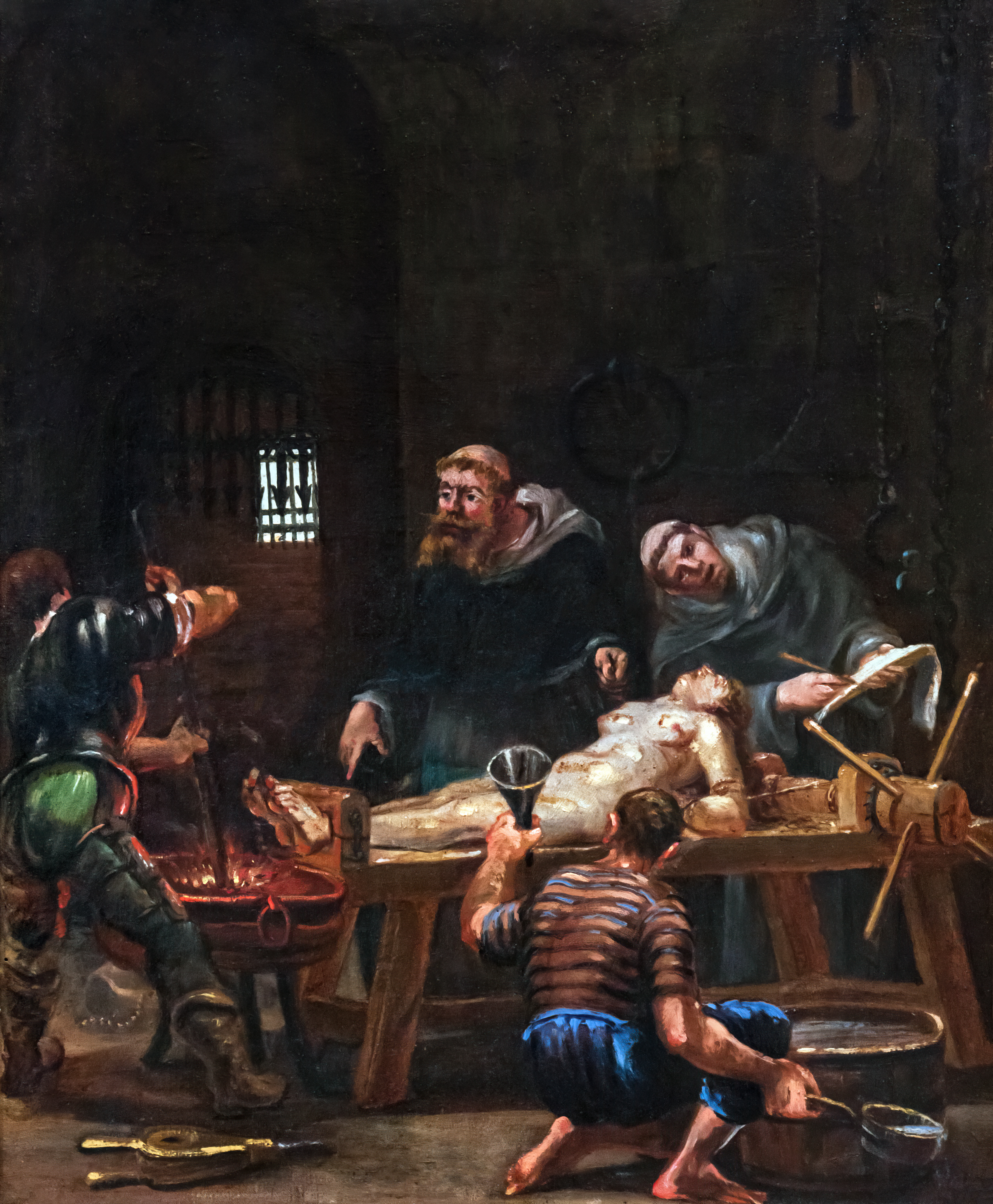
自白するように水責めの拷問を受けるド・ブランヴィリエ侯爵夫人

### 怪奇小説的プロット
首謀はマリーである。マリーは自らを不死の魔女、毒殺魔ド・ブランヴィリエ侯爵夫人の生まれかわりだと考えている。ゴーダン・クロスはブランヴィリエ侯爵夫人の愛人の生まれかわりであり、マリーの嫌疑をはらすべく世俗的な解決を行った。黒ミサによる魔術的犯行（超自然的な方法で自ら毒殺したとも、ホワイトを操ったとも解釈できる）の動機は1つには自分の楽しみのため、もう1つには不死者の仲間を増やすことであるとしているが（不死者になるには有罪になる必要がある）、デスパード家は元はフランスにおり、火刑法廷でブランヴィリエ侯爵夫人を処刑したのもその家系の者であったことが暗示され、復讐も動機として匂わされている。まずはホワイトとマークを仲間にし、いずれは夫も仲間にしたいが、さすがに妻としての愛情があり、そちらは後回しにしている。

## 映像化作品

### 映画
- 火刑の部屋 "La chambre ardente" （フランス 1962年）

監督：ジュリアン・デュヴィヴィエ　音楽：ジョルジュ・オーリック
出演：ジャン＝クロード・ブリアリ、ナージャ・ティラー、エディット・スコブ、ペレット・プラディエ、ワルター・ギラー、フレデリック・デュヴァレ
※110分。事件の概要は原作の通りだが、後半から結末まで大幅に改変されてメロドラマ色の強い映画になっている。怪奇小説的プロットは放棄されて推理小説的プロットを真相としている。

### テレビドラマ
- "The Burning Court" （アメリカ 1960年）

監督：ポール・ニッケル　出演：ジョージ・C・スコット、バーバラ・ベル・ゲデス、アン・シームア、ロバート・ランシング
※60分。"Dow Hour of Great Mysteries"という１時間枠の番組で放送された短編テレビドラマ。怪奇小説的プロットは放棄されて推理小説的プロットを真相としている。
- "La dama dei veleni" （イタリア 1978年）

監督：シルヴェリオ・ブラージ　音楽：ブルーノ・ニコライ
出演：スザンナ・マルティンコヴァ、ウーゴ・パリアイ、ワーナー・ベンティヴェーニャ、コッラード・ガイパ、アンナ・マリア・ゲラルディ、アレッサンドロ・スペルリ
※180分。ややオカルト色が強調されているが、原作を結末まで忠実に映像化している。現在のところ原作に忠実な唯一の映像作品。